# Hormomitaria sulphurea
Hormomitaria sulphurea är en svampart som beskrevs av Corner 1950. Hormomitaria sulphurea ingår i släktet Hormomitaria och familjen Physalacriaceae.   Inga underarter finns listade i Catalogue of Life.